# Orsini

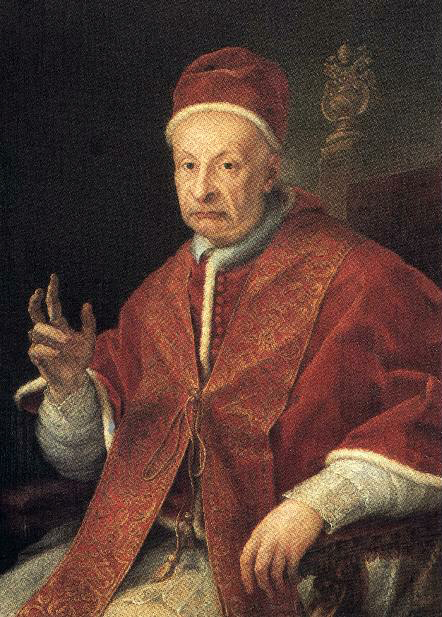
El Papa Benet XIII, Pietro Orsini

Els Orsini foren una poderosa família aristocràtica de la Roma medieval i renaixentista. Els Orsini afirmaven ser descendents de la família patrícia dels Julis, el mateix llinatge que Juli Cèsar, descendents a la vegada, segons la tradició, d'Ascani/Iulius, fill d'Enees i net de Venus. Tres membres de la família Orsini arribaren a ser papes: Celestí III (1191-1198), Nicolau III (1277-1280) i Benet XIII (1724-1730). L'any 1426 la família Orsini va construir el castell d'Orsini-Odescalchi, a la ciutat de Bracciano. Una membre dels Orsini, Clarice Orsini, fou esposa de Llorenç el Magnífic, de la casa de Mèdici, amb qui tingué set fills. La família Orsini va dominar Cefalònia i Zante des del 1194 fins al 1358 i també durant un temps el despotat de l'Epir.

## Enllaços
- Natoli